# 이누야샤
《이누야샤》(犬夜叉)는 타카하시 루미코가 창작한 만화다. 《주간 소년 선데이》에 1996년 50호부터 2008년 29호까지 연재되어, 558화로 완결되었다. 47회 쇼가쿠칸 만화상을 수상하였다.

## 줄거리
히구라시 신사에 사는 여중생 히구라시 카고메(한국어 더빙판 로컬라이징 이름: 유가영)는 중학교 3학년으로 평범한 나날을 보내고 있다. 하지만 그녀의 15번째 생일, 사당 안에 있는 우물에서 나타난 지네요괴에게 붙잡혀 우물 안을 통해 시공을 초월하여 약 500년 전 전국시대로 오게 되고, 신성한 나무에 봉인되어 잠들어 있는 반요(반은 요괴,반은 사람) 이누야샤를 만나게 된다. 자신이 떨어진 우물 근처에는 이누야샤를 봉인한 키쿄우(한국어 더빙판 로컬라이징 이름: 금강)라는 죽은 무녀의 동생 카에데(한국어 더빙판 로컬라이징 이름: 금사매)가 살고 있었는데, 카에데는 카고메를 보고 자신의 언니 키쿄우의 환생일 것이라고 예상한다.
그 날 저녁, 우물 속에서 봤던 지네요괴가 다시 마을을 습격해서 카고메는 지네요괴를 유인하기 위해 이누야샤가 있던 숲으로 도망을 가고, 지네요괴에게 공격받는 순간 그녀 속에 잠재되어 있는 무녀 키쿄우의 힘으로 이누야샤의 봉인을 풀어 위기를 면한다. 또한 사혼의 구슬이 자신의 몸속에 있어, 자신이 구슬을 빼앗으려 하는 요괴들의 표적이 되고 있음을 알게 된다.
집으로 돌아가기 위해 우물이 있는 곳으로 가던 도중 또 다른 요괴인 송장 까마귀의 습격을 받아 결국 사혼의 구슬을 빼앗기게 된 카고메는 날아가는 요괴를 겨냥하여 화살을 당겨보지만, 요괴의 발을 단 화살이 구슬을 한 번에 맞추는 바람에 사혼의 구슬은 공중에서 산산조각으로 깨어진 채 사방으로 흩어진다. 사혼의 구슬 조각이 악한 요괴의 손에 들어가 세상이 어지러워 질 것을 염려한 이누야샤와 카고메는 흩어진 사혼의 구슬 조각을 모으기 위해 머나먼 여정 길에 오른다. 추후 산고(요괴 퇴치사), 미로쿠(법사(미륵), 싯포(여우 요괴), 키라라(고양이 요괴)등이 여행에 동참하게 된다.

## 애니메이션
이누야샤 TV판은 193화로 이누야샤 애니메이션판의 줄거리가 코믹스의 줄거리를 거의 따라잡으며 2004년에 임시 종결되었으나, 2008년에 약 12년의 연재 끝에 코믹스가 완결나면서, 이를 바탕으로 2009년 10월 3일부터 "이누야샤 완결편"이라는 타이틀로 니혼 TV, 요미우리 TV를 비롯한 방송국에서 168화부터 다시 제작, 방영을 시작하였다가 2010년 3월 30일 종결지었다.

### 주제가
이곳에 서술하는 이누야샤 주제가 목록은 일본 방영 기준이며, 한국에서 사용된 주제가는 따로 서술한다.
오프닝 주제가
- "Change the World" (1화 ~ 34화)

　작사: 마츠모토 리에 / 작곡: 와타나베 미키 / 편곡: 우에노 케이이치 / 노래: V6
- "I Am" (35화 ~ 64화)

　작사: hitomi / 작곡: 키타노 마사토 / 편곡: 와타나베 젠타로 / 노래: hitomi
- "終わりない夢" (끝나지 않는 꿈) (65화 ~ 95화)

　작사: 아이카와 나나세 / 작곡: 시바자키 히로시 / 편곡: KANAME / 노래: 아이카와 나나세
- "Grip!" (96화 ~ 127화)

　작사: 모치다 카오리 / 작곡: 하라 카즈히로 / 편곡: 오오타니 야스오, 나카오 마사후미, 이토 이치로 / 노래: Every Little Thing
- "One Day, One Dream" (128화 ~ 153화)

　작사: 오바타 히데유키 / 작곡: 요시카와 케이 / 편곡: CHOKKAKU / 노래: 타키 & 츠바사
- "ANGELUS -アンジェラス-" (154화 ~ 167화)

　작사: BOUNCEBACK / 작곡: BULGE / 편곡: 마에시마 야스아키 / 노래: 시마타니 히토미
- "君がいない未来" (네가 없는 미래) (완결편)

　작사: 모리즈키 캬스, 반 토미코, 이노우에 카노 / 작곡: 오오니시 카츠미 / 편곡: 카메다 세이지 / 노래: Do As Infinity
엔딩 주제가
- "My Will" (1화 ~ 20화, 166화, 167화)

　작사: 마츠무로 마이 / 작곡: 오오타니 야스오 / 편곡: 키쿠치 케이스케 / 노래: Dream
- "深い森" (깊은 숲) (21화 ~ 41화)

　작사: 나가오 다이 / 작곡: 나가오 다이 / 편곡: 카메다 세이지 / 노래: Do As Infinity
- "Dearest" (42화 ~ 60화)

　작사: 하마사키 아유미 / 작곡: 하마사키 아유미, 나가오 다이 / 편곡: 스즈키 나오토 / 노래: 하마사키 아유미
- "Every Heart -ミンナノキモチ-" (61화 ~ 85화)

　작사: 와타나베 나츠미 / 작곡: BOUNCEBACK / 편곡: h-wonder, 아사히 준 / 노래: 보아
- "真実の詩" (진실의 시) (86화 ~ 108화)

　작사: 나가오 다이 / 작곡: 나가오 다이 / 편곡: 나가오 다이, 카메다 세이지 / 노래: Do As Infinity
- "イタズラな KISS" (장난스런 키스) (109화 ~ 127화)

　작사: 코다 미소노 / 작곡: 키타노 마사토 / 편곡: 이가라시 미츠루, Day After Tomorrow / 노래: Day After Tomorrow
- "Come" (128화 ~ 146화)

　작사: 모리 유리코 / 작곡: Kask, Mansson, Cunnah / 편곡: Cobra Endo / 노래: 아무로 나미에
- "Change the World" (147화, 148화)

　작사: 마츠모토 리에 / 작곡: 와타나베 미키 / 편곡: 우에노 케이치 / 노래: V6
- "Brand-New World" (149화 ~ 165화)

　작사: MIZUE / 작곡: 오오야기 히로오 / 편곡: 이에하라 마사키 / 노래: V6
- "With You" (완결편 1화 ~ 9화)

　작사: Leonn / 작곡: 이가라시 미츠루 / 편곡: ats- / 노래: AAA
- "Diamond" (완결편 10화 ~ 17화)

　작사: 후지바야시 쇼코 / 작곡: 키쿠치 카즈히토 / 편곡: ats- / 노래: alan
- "遠い道の先で" (머나먼 길 앞에서) (완결편 18화 ~ 26화)

　작사: 타케카와 아이 / 작곡: 타케카와 아이 / 편곡: 사토 준 / 노래: 타케카와 아이
극장판 크레딧 주제가
- "no more words" (시대를 초월한 마음)

　작사: 하마사키 아유미 / 작곡: 하마사키 아유미, 나가오 다이 / 편곡: 스즈키 나오토, tasuku / 노래: 하마사키 아유미
- "ゆらゆら" (흔들흔들) (거울 속의 몽환성)

　작사: 모치다 카오리 / 작곡: 타고 쿠니오 / 편곡: 오오타니 야스오, 나카오 마사후미, 이토 이치로 / 노래: Every Little Thing
- "Four Seasons" (천하패도의 검)

　작사: JUSME / 작곡: MONK / 편곡: MONK / 노래: 아무로 나미에
- "楽園" (낙원) (홍련의 봉래도)

　작사: 오와타리 료 / 작곡: 나가오 다이 / 편곡: 나가오 다이, 카메다 세이지 / 노래: Do As Infinity

### 주제가(한국어 더빙판)
애니메이션 방영판 주제가
- "새로운 세상" (1기 오프닝)

　작사: 김주희 / 작곡: 알렉스(방용석) / 노래: 김승준, 방대식, TULA
- "You & I" (1기 엔딩)

　작사: 김주희 / 작곡: 알렉스(방용석) / 노래: 김문선, 정여진
- "I Pray 4 U" (2기 오프닝)

　작사: Young H Kim / 작곡: Youg H Kim, William Pyon / 노래: 신화(S.M. Entertainment)
- "Every Heart" (2기 엔딩)[2]

　작사: 와타나베 나츠미 / 개사: 신지원 / 작곡: BOUNCEBACK / 노래: BoA(보아)(S.M. Entertainment)
- "I am" (3기 오프닝, 엔딩)[3]

　작사: hitomi / 개사: YHE / 작곡: 키타노 마사토 / 노래: 수영(S.M. Entertainment)
- "Grip!" (4기 오프닝, 엔딩)[4]

　작사: 모치다 카오리 / 개사: 진현주 / 작곡: 하라 카즈히로 / 노래: 서현진(S.M. Entertainment)
- "장난스런 키스" (5기 오프닝, 엔딩)[5]

　작사: 코다 미소노 / 개사: 진현주 / 작곡: 키타노 마사토 / 노래: 천상지희 더 그레이스
- "ANGELUS" (6기 오프닝, 엔딩)[6]

　작사: BOUNCEBACK / 개사: 진현주 / 작곡: BULGE / 노래: 김이삭(S.M. Entertainment)
- "네가 없는 미래" (완결편 오프닝)[7]

　작사: 모리즈키 캬스, 반 토미코, 이노우에 카노 / 개사: 미상 / 작곡: 오오니시 카츠미 / 노래: 이재현 (대원방송 성우)
- "Diamond" (완결편 엔딩))[8]

　작사: 후지바야시 쇼코 / 개사: 미상 / 작곡: 키쿠치 카즈히토 / 노래: 이재현 (대원방송 성우)
극장판 크레딧 주제가
- "사랑을 모르다" (시대를 초월한 마음)

　작사: 이윤재 / 작곡: 이윤재 / 편곡: 송광식 / 노래:플라이 투 더 스카이
- "공중정원" (거울 속의 몽환성)

　작사: Kenzie / 작곡: Kenzie / 편곡: Kenzie / 노래: 보아
- "오늘만은" (천하패도의 검)

　작사: Kenzie / 작곡: Kenzie / 편곡: Kenzie / 노래: 슈퍼주니어
- "Heaven" (홍련의 봉래도)

　작사: 권윤정 / 작곡: 홍석 / 노래: 장리인